# Zettemin
Zettemin település Németországban, Mecklenburg-Elő-Pomeránia tartományban. Lakosainak száma 263 fő (2023. december 31.).

## Népesség
A település népességének változása:
| Lakosok száma | 282  | 270  | 273  | 267  | 263  |
|               | 2017 | 2019 | 2021 | 2022 | 2023 |